# Сімони
Сімони — річка в Україні, в Ужгородському районі Закарпатської області. Ліва притока Ужа (басейн Дунаю).

## Опис
Довжина річки близько 8,8 км. Формується з багатьох безіменних струмків.

## Розташування
Бере початок на південному сході від Невицького замку. Спочатку тече на південний захід через Ужгородський військовий полігон, потім через село Оріховиця. Після села повертає на північний захід і впадає у річку Уж, ліву притоку Лаборцю.